# Due trattati sul governo
Due trattati sul governo è un'opera di John Locke pubblicata anonima nel dicembre 1689, anche se il frontespizio reca l'indicazione del 1690. Delle due parti che la compongono, la più nota è la seconda, il cui titolo completo in italiano è Il secondo trattato sul governo. Saggio concernente la vera origine, l'estensione e il fine del governo civile. Fu scritta tra il 1682 e il 1683.
Nel primo trattato, Locke confutava i principi contenuti nel "Patriarca", opera dell'assolutista Robert Filmer, che faceva derivare il diritto divino dei re dai diritti di Adamo e dei patriarchi. Nel secondo trattato, il fine di Locke era di esporre la sua teoria sullo Stato, ricercando le basi dell'associazione politica, delimitandone la sfera, cogliendo le leggi della sua conservazione.
L'opera esprime sentimenti di antiassolutismo, autorità limitata, sostenuta dal consenso del popolo, dal diritto naturale e una volontà di demolire la teoria del diritto divino.